# Gotakahalli, Nagamangala
Gotakahalli là một làng thuộc tehsil Nagamangala, huyện Mandya, bang Karnataka, Ấn Độ.